# Plumiperla
Plumiperla is een geslacht van steenvliegen uit de familie groene steenvliegen (Chloroperlidae). De wetenschappelijke naam van het geslacht is voor het eerst geldig gepubliceerd in 1985 door Surdick.

## Soorten
Plumiperla omvat de volgende soorten:
- Plumiperla diversa (Frison, 1935)
- Plumiperla spinosa (Surdick, 1981)